# Fanclub
Fanclub (jap. ファンクラブ Fankurabu) − trzeci album japońskiej grupy muzycznej Asian Kung-Fu Generation, wydany 15 marca 2006. Pochodzą z niego single "Blue Train" oraz "World Apart".

## Lista utworów
1. "Angō no Waltz" (jap. 暗号のワルツ Angō no Warutsu) – 4:25
2. "World Apart" (jap. ワールドアパート Wārudo Apāto) – 4:29
3. "Blackout" (jap. ブラックアウト Burakkuauto) – 5:19
4. "Sakurasō" (jap. 桜草) – 3:53
5. "Rojiura no Usagi" (jap. 路地裏のうさぎ) – 2:47
6. "Blue Train" (jap. ブルートレイン Burū Torein) – 4:19
7. "Mafuyu no Dance" (jap. 真冬のダンス Mafuyu no Dansu) – 3:25
8. "Butterfly" (jap. バタフライ Batafurai) – 4:44
9. "Senseless" (jap. センスレス Sensuresu) – 5:36
10. "Gekkō" (jap. 月光) – 6:22
11. "Tight Rope" (jap. タイトロープ Taito Rōpu) – 5:28